# Eupsilocephala albodorsalis
Eupsilocephala albodorsalis är en tvåvingeart som beskrevs av Shaun L. Winterton 2006. Eupsilocephala albodorsalis ingår i släktet Eupsilocephala och familjen stilettflugor. Inga underarter finns listade i Catalogue of Life.